# Nikki Hudson
Nicole Elaine (Nikki) Hudson (Rockhampton, 6 juli 1976) is een Australisch hockeyster. 
In 1998 werd Hudson in Utrecht wereldkampioen.
Hudson nam driemaal deel aan de Olympische Spelen en werd in 2000 in eigen land olympisch kampioen.
Hudson speelde 303 interlands en maakte daarin 99 doelpunten. 

## Erelijst
- 1995 –  Champions Trophy in Mar del Plata
- 1997 –  Champions Trophy in Berlijn
- 1998 –  Wereldkampioenschap in Utrecht
- 1999 –  Champions Trophy in Brisbane
- 2000 –  Champions Trophy in Amstelveen
- 2000 –  Olympische Spelen in Sydney
- 2001 –  Champions Trophy in Amstelveen
- 2002 – 4e Wereldkampioenschap in Perth
- 2002 – 5e Champions Trophy in Macau
- 2003 –  Champions Trophy in Sydney
- 2004 – 5e Olympische Spelen in Athene
- 2004 – 4e Champions Trophy in Rosario
- 2005 –  Champions Trophy in Canberra
- 2006 – 5e Champions Trophy in Amstelveen
- 2006 –  Wereldkampioenschap in Madrid
- 2008 – 5e Champions Trophy in Mönchengladbach
- 2008 – 5e Olympische Spelen in Peking